# Liste der denkmalgeschützten Objekte in Thüringerberg
Die Liste der denkmalgeschützten Objekte in Thüringerberg enthält die denkmalgeschützten, unbeweglichen Objekte der Gemeinde Thüringerberg im Bezirk Bludenz.

## Denkmäler
| Foto |                 | Denkmal                                                                     | Standort                                                 | Beschreibung | Metadaten |
| ---- | --------------- | --------------------------------------------------------------------------- | -------------------------------------------------------- | --- | --- |
| ja   | Datei hochladen | Burgruine Blumenegg HERIS-ID: 74472 Objekt-ID: 87877                        | Faschinastraße 49, südöstlich Standort KG: Thüringerberg | Die 1258 errichtete Spornburg zwischen dem Schlosstobel und der Lutz wurde im Laufe ihrer Geschichte mehrfach zerstört und wieder aufgebaut. Nach zwei Bränden im 17./18. Jahrhundert wurde sie zur Ruine. Die wenigen erhaltenen Reste des Bergfrieds, des Palas, der Kapelle, der Ringmauer und der Wirtschaftsgebäude gehen zum Teil noch auf das 13. Jahrhundert zurück. | BDA-Hist.: Q1015253 Status: Bescheid Stand der BDA-Liste: 2025-06-30 Name: Burgruine Blumenegg GstNr.: 982/2 Burgruine Blumenegg                                             |
| ja   | Datei hochladen | Kath. Pfarrkirche hl. Andreas mit Friedhof HERIS-ID: 74467 Objekt-ID: 87872 | Jagdbergstraße 178 Standort KG: Thüringerberg            | Die 1782/1783 erbaute Kirche in Thüringerberg, 1835 zur Pfarrkirche erhoben, wurde 1894 sowie in den Jahren 1959/1960 erweitert und modernisiert. 1990 erhielt sie einen neuen Altar und 1994 eine neue Orgel. | BDA-Hist.: Q27517745 Status: § 2a Stand der BDA-Liste: 2025-06-30 Name: Kath. Pfarrkirche hl. Andreas mit Friedhof GstNr.: .178, 864 Pfarrkirche Hl. Andreas (Thüringerberg) |